# Cyrestis eximia
Cyrestis eximia är en fjärilsart som beskrevs av Charles Oberthür 1879. Cyrestis eximia ingår i släktet Cyrestis och familjen praktfjärilar. Inga underarter finns listade i Catalogue of Life.